# Benzyltrimethylammoniumchlorid
Benzyltrimethylammoniumchlorid ist eine chemische Verbindung aus der Gruppe der quartären Ammoniumsalze und Chloride.

## Gewinnung und Darstellung
Benzyltrimethylammoniumchlorid wird durch Reaktion von Benzylchlorid und Trimethylamin in absolutem Ethanol hergestellt. Darüber hinaus kann eine Reaktion mit Benzyldimethylamin und Methylchlorid, mit oder ohne Lösungsmittel, zur Herstellung dieser Verbindung verwendet werden. Sie kann auch durch Lösen von Benzylchlorid in Diethylether und Zugabe von 25 % Trimethylamin in Methanol hergestellt werden.

## Eigenschaften
Benzyltrimethylammoniumchlorid ist ein brennbarer, schwer entzündbarer, hygroskopischer, kristalliner, farbloser Feststoff mit charakteristischem Geruch, der leicht löslich in Wasser ist. Er zersetzt sich bei Erhitzung, wobei Ammoniak und Chlorwasserstoff entstehen.

## Verwendung
Benzyltrimethylammoniumchlorid ist ein wirtschaftlich wichtiger Katalysator. Die Verbindung wird als Antistatikum, Reinigungsmittel, Weichmacher für Textilien und in Papierprodukten verwendet.